# ミステル
ミステル
ミステル1 (Ju88 A-4 / Bf109 F-4、模型)
- 用途：爆撃機
- 製造者：
- 運用者： ドイツ国（ドイツ空軍）
- 生産数：約250機
- 運用開始：1944年6月
- 退役：1945年
- 運用状況：退役

ミステル（ドイツ語: Mistel、ヤドリギの意）とは、第二次世界大戦中にナチス・ドイツが開発した特殊な爆撃システムである。有人の小型機と特殊な改造を受けた無人大型機が連結され、目標付近まで飛行した後に、無人機を分離・突入させるという計画だった。
大戦後半に実戦投入されたが、ドイツ軍の相次ぐ敗退により攻撃の機会に恵まれず、大きな成果を挙げることはできなかった。

## 設計

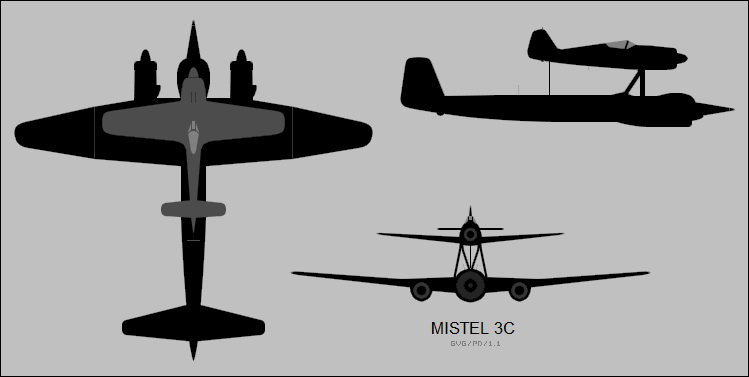
ミステルの一例 (ミステル3C)
Ju88 G-10とFw190 F-8との組合せ

ミステルは、目標物に突入する無人機と、その付近まで誘導する有人機とが結合した形態をとっている。この考案者は、ユンカースのテストパイロットであったジークフリード・ホルツバウア (Siegfried Holzbaur) であった。
それぞれ航空機には既存の機体を流用し、無人機には双発爆撃機などの大型機が、有人機には戦闘機などの軽快な機体が選ばれた。組合せとしては Ju 88 / Bf 109（左側が空中発射される無人機 / 右側が有人機）や、Ju 88 / Fw 190 といった一線で活躍するレシプロ機どうしのほか、Ju 287 / Me 262 などの新型ジェット機の使用も検討された。
この内作戦で使用されたのは Ju 88 / Bf 109 の組合せであり、Ju 88 は1.8トンの弾頭を搭載するように改設計された。成形炸薬弾を使用した場合厚さ7メートルの装甲板が貫通でき、特に艦船への攻撃に有効であると考えられた。

## 実戦

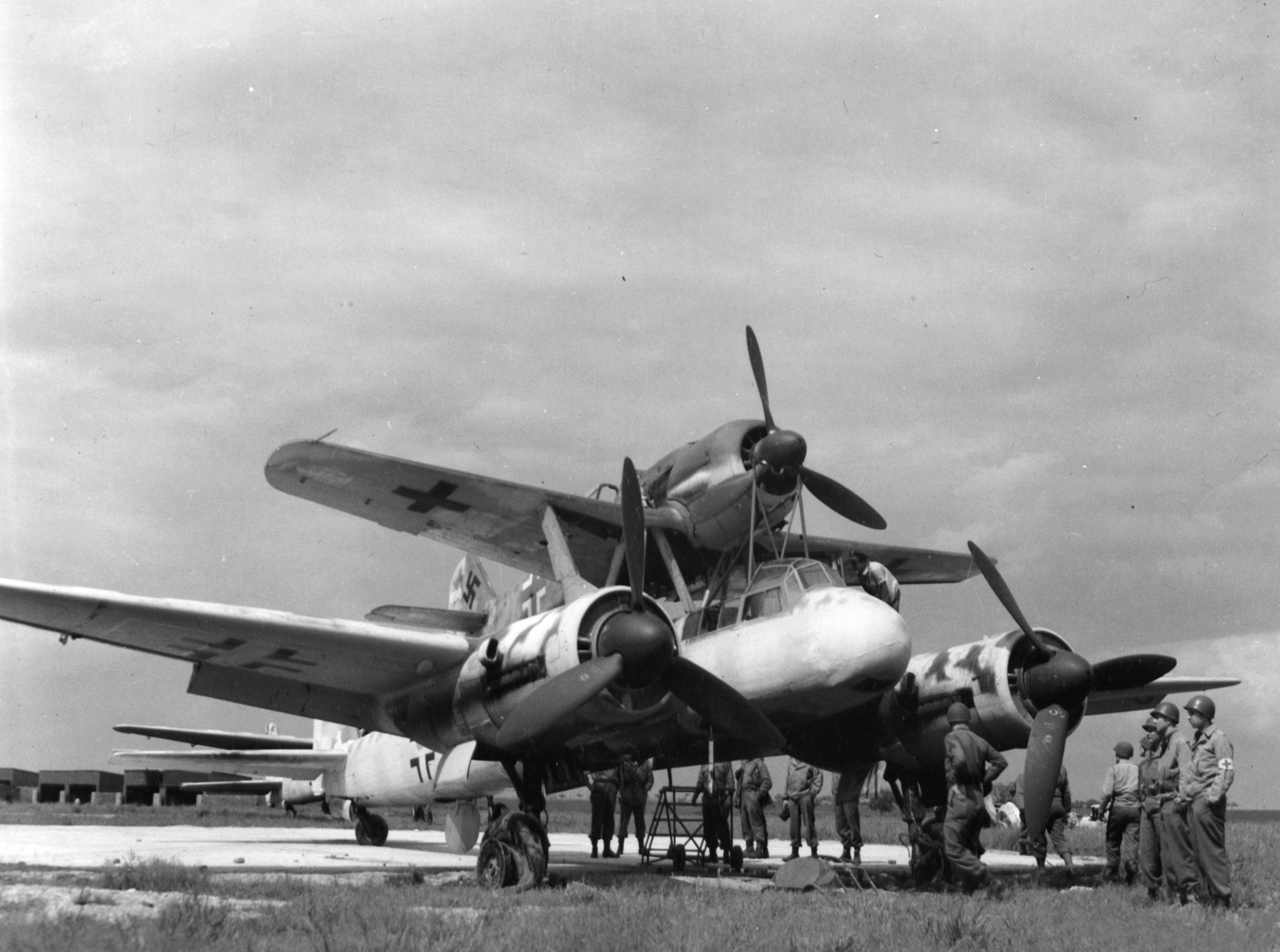
練習機型のミステルS3A
Ju88 A-4とFw190 A-8の組合せ
(いずれも有人機)

1944年6月6日、連合軍はノルマンディー上陸作戦によりヨーロッパ大陸での本格的な反攻を開始したが、これを迎え撃ったのがミステルの最初の実戦となった。この作戦で操縦士は敵艦船への攻撃に成功したと報告したが、連合軍側に損失の記録はなく、マルベリー人工港の一部として自沈し廃艦になっていたフランス海軍の旧式戦艦「クールベ」を活動中の艦船と誤認して攻撃したのではないかと考えられている。ミステルによる攻撃は引き続き行われ、6月21日には至近弾によってイギリス海軍のフリゲート「ニス」を損傷させることに成功した。さらに、スカパ・フローでの作戦も計画され約60機がデンマークの飛行場に集合した。しかし、悪天候と制空権が確保できないために中止されている。
ミステルはソ連との戦いにも用いられた。当初はモスクワやゴーリキーの発電施設を攻撃する鉄槌作戦に用いる予定であったが、戦局の悪化によって計画は中止に追いやられ、代わりに、橋梁を破壊してソ連軍の進撃を食い止めることになった。ドイツの敗北が決定的となる中、1945年4月12日からミステルを使用した攻撃が開始されたが、ソ連側の損害は軽微であり、足止めの効果はほとんどなかった。
終戦までに製造されたミステルは、各種合わせて250機程度だった。

## バリエーション
いずれの記述も左側が空中発射される無人機（子機）、右側が有人機（親機）。
ミステル1
ユンカース Ju88 A-4 / メッサーシュミット Bf109 F-4
ミステルS1
ミステル1の練習機型で、Ju88 A-4も通常の有人型が使用されている。
ミステル2
ユンカース Ju88 G-1 / フォッケウルフ Fw190 A-8/F-8
ミステルS2
ミステル2の練習機型で、Ju88 G-1も通常の有人型が使用されている。
ミステル3A
ユンカース Ju88 A-4 / フォッケウルフ Fw190 A-8
ミステルS3A
ミステル3Aの練習機型。
ミステル3B
ユンカース Ju88 H-4 / フォッケウルフ Fw190 A-8
ミステル3C
ユンカース Ju88 G-10 / フォッケウルフ Fw190 F-8
ミステル4
ユンカース Ju287 / メッサーシュミット Me262
ミステル5
アラド E.377 / ハインケル He162
その他、ペーパープランのみで呼称不明の組合せ
- ユンカース Ju88 G-7 / フォッケウルフ Ta152
- フォッケウルフ Ta154 / フォッケウルフ Fw190 A-8/F-8
- アラド E.377 / アラド Ar234C
- V1飛行爆弾 / アラド Ar234C
- メッサーシュミット Me262 / メッサーシュミット Me262
- メッサーシュミット Me262 / ハインケル He162

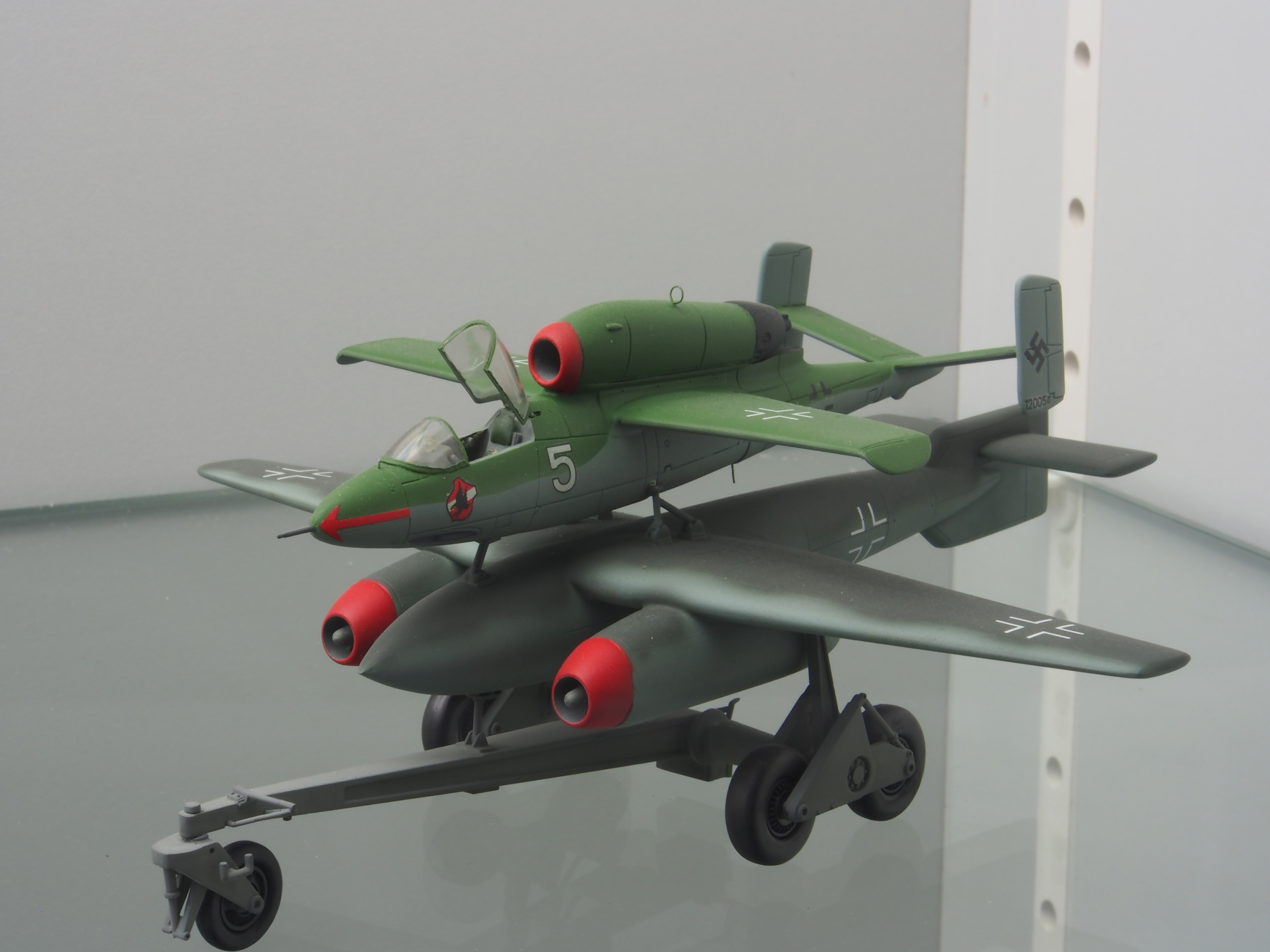
アラド E.377 / He162 (模型)
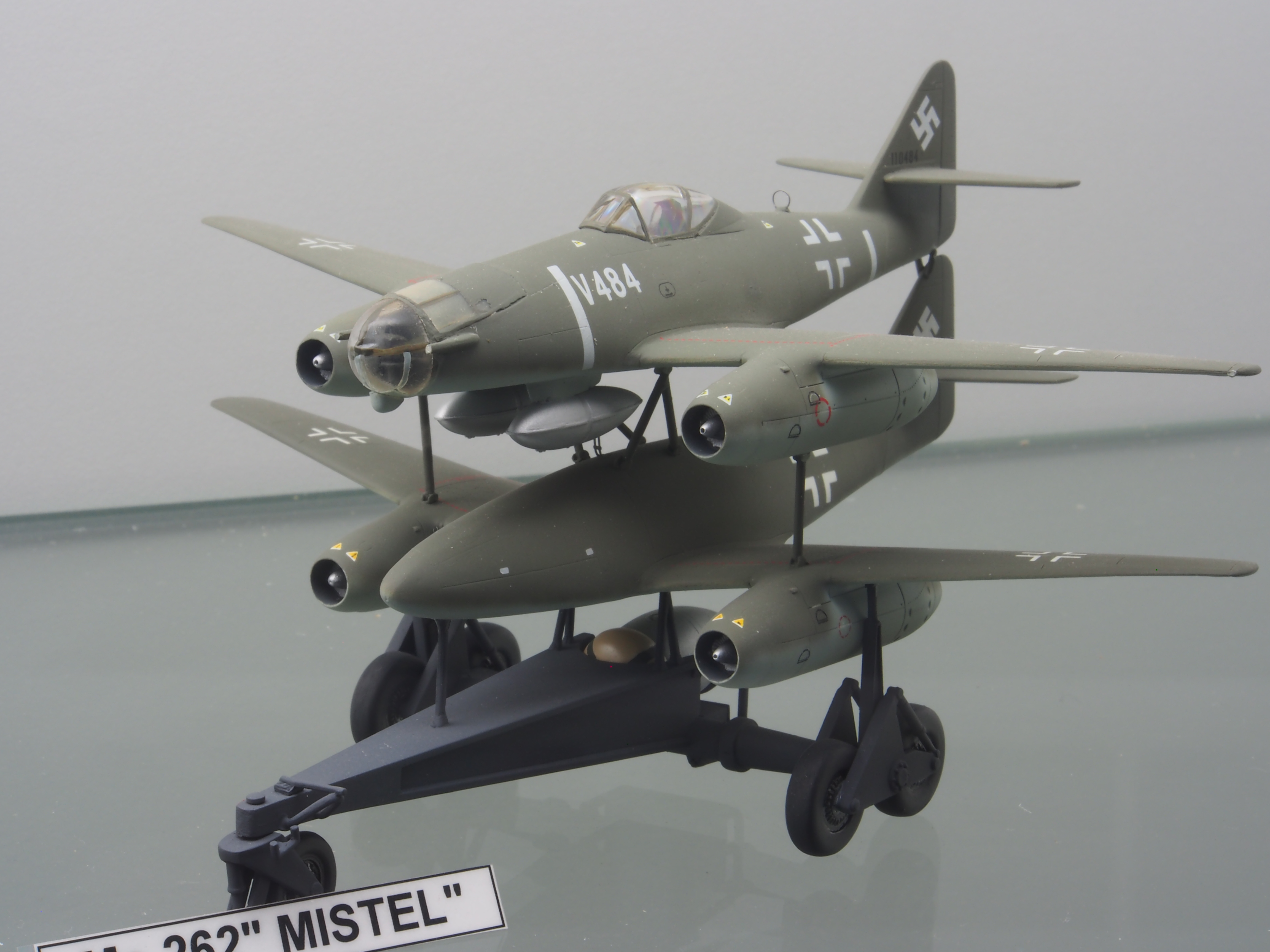
Me262 / Me262 (模型)
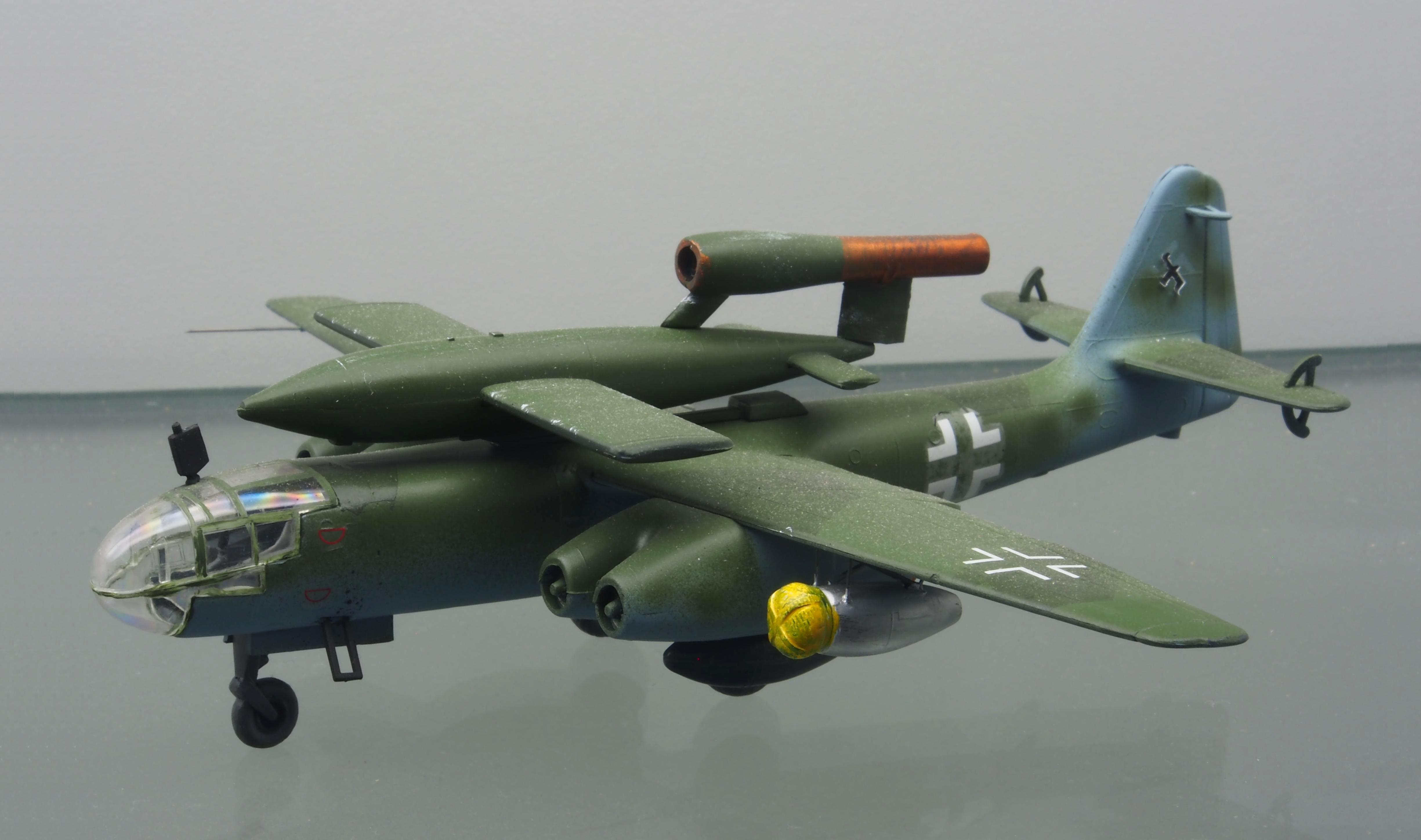
V1 / Ar234C (模型)

その他、有人機どうしの組合せ
- アラド E.381 / アラド Ar234C - 有人の小型航空機 アラド E.381 を親機のAr234Cから発射するプロジェクト。
- リピッシュ DM1 / ジーベル Si204 - リピッシュ P.13a開発用のグライダー実験機DM1を親機のジーベル Si204に搭載したもの。
- DFS 228 / ドルニエ Do217 - DFS 228の実験用グライダー機をDo217に搭載したもの。
- DFS 346 / ドルニエ Do217
- メッサーシュミット Me 328 / ドルニエ Do217 - Me 328の実験用グライダー機をDo217に搭載したもの。

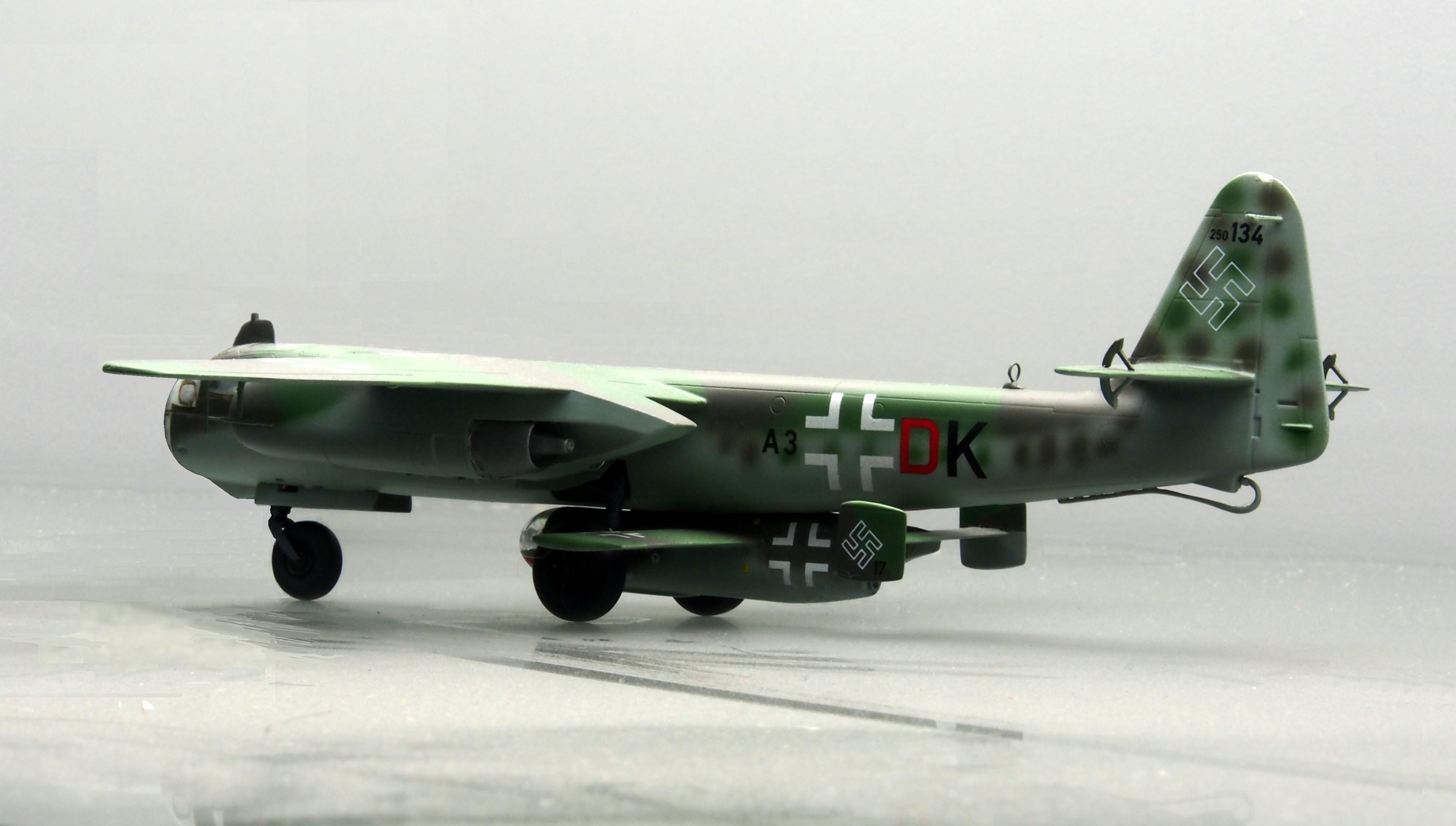
E.381 / Ar234C (模型)